# Carzano
Carzano és un municipi italià, dins de la província de Trento. L'any 2007 tenia 500 habitants. Limita amb els municipis de Castelnuovo, Scurelle i Telve

## Administració
| Període | Identitat       | Partit        |
| ------- | --------------- | ------------- |
| 2005-   | Pietro Tavernar | Llista cívica |